# Poffen (verhitten van voedsel)

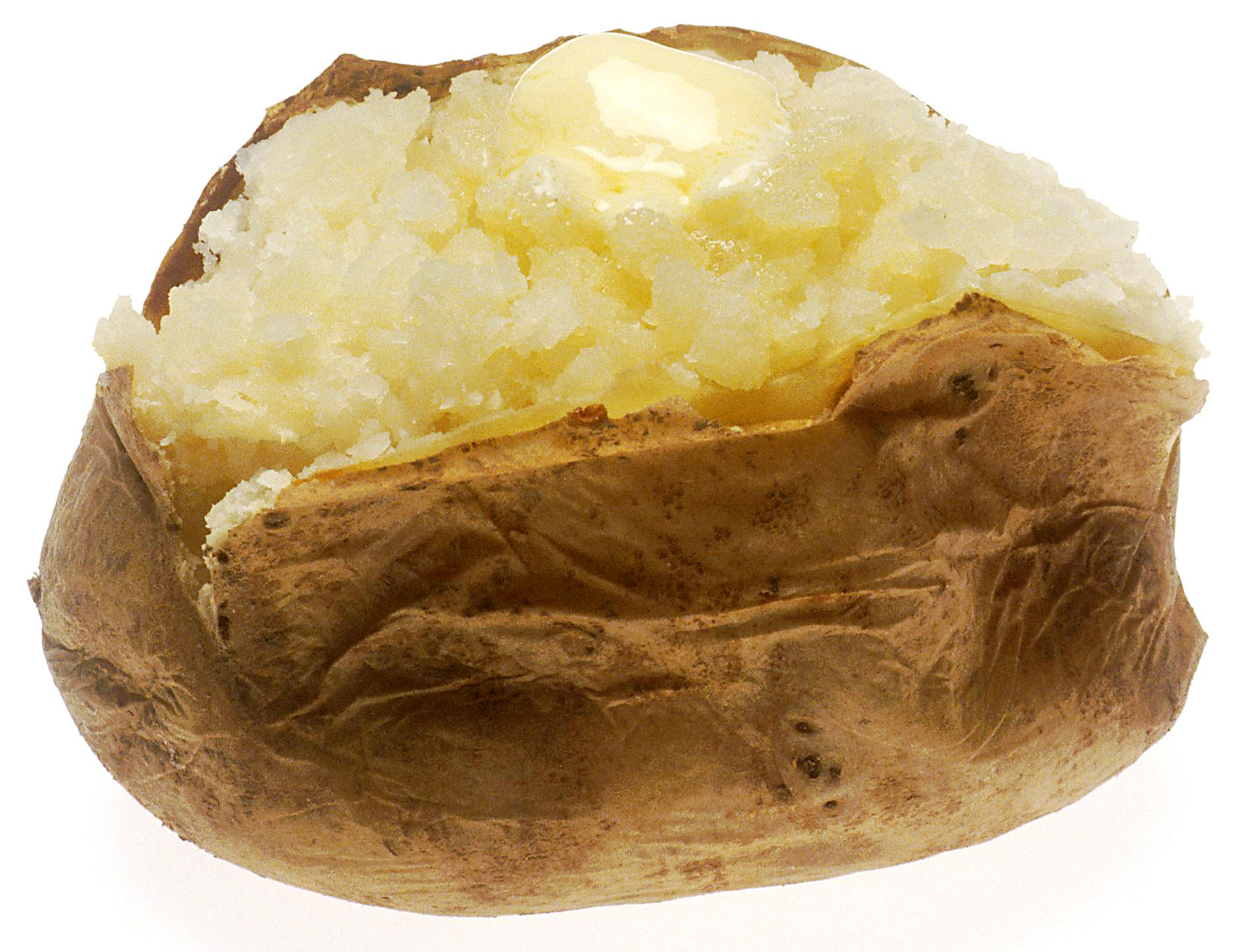
Gepofte aardappel, opengesneden met een klont boter toegevoegd

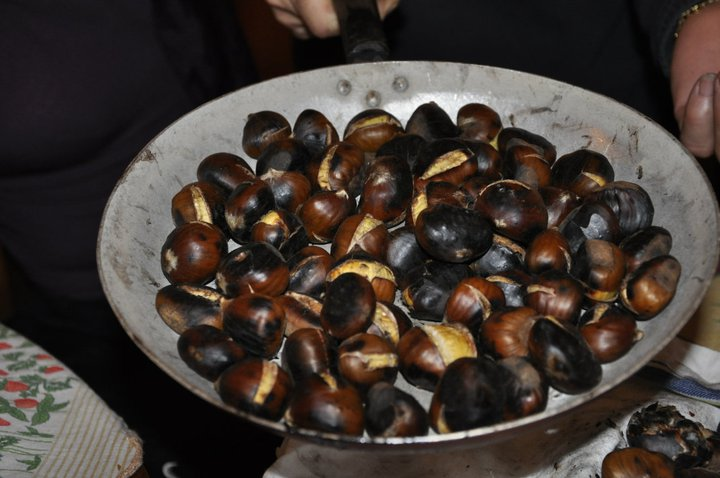
Een schaal met gepofte kastanjes

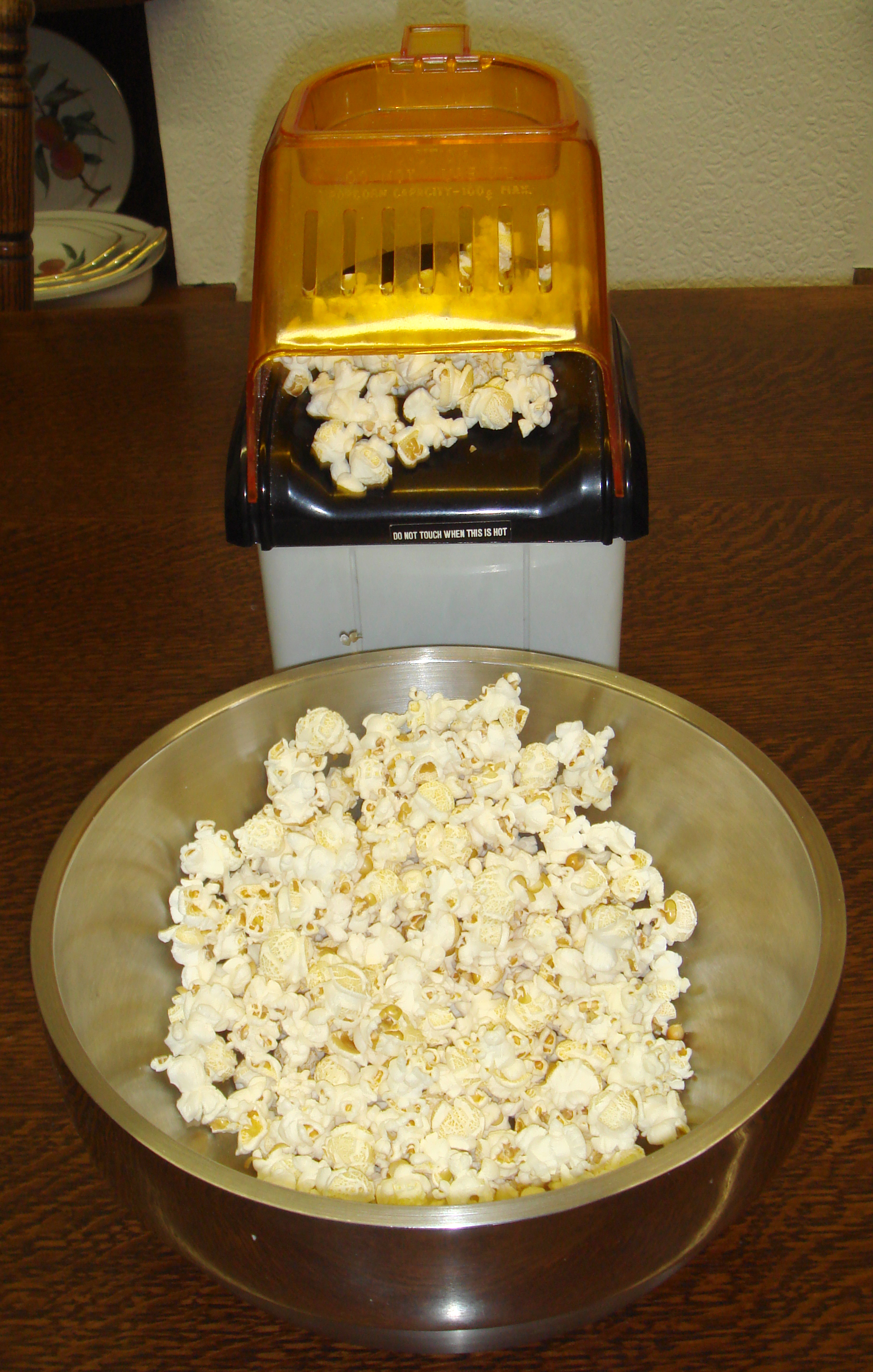
Popcorn machine

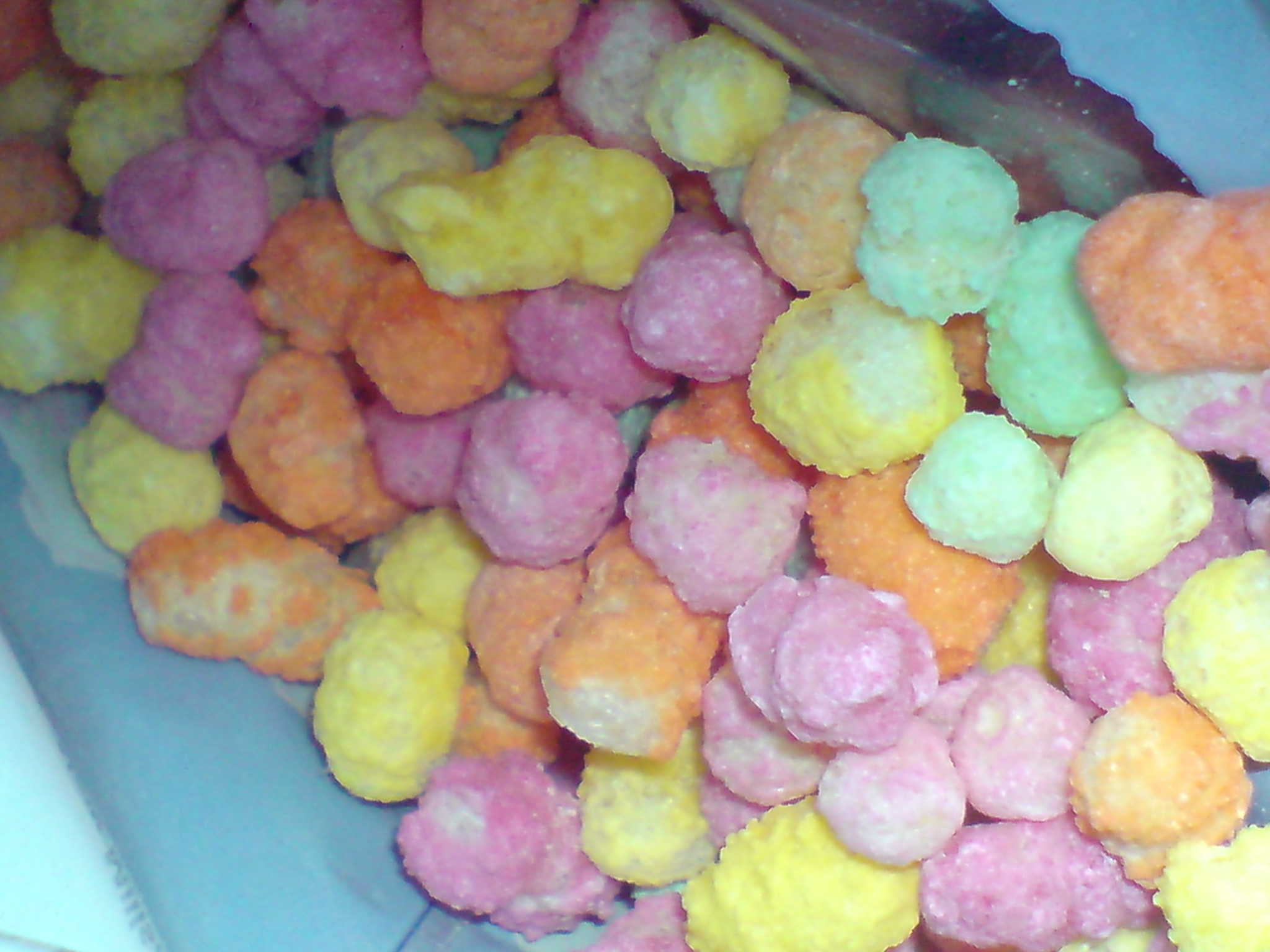
Gepofte en gekleurde rijst

Poffen is een kooktechniek, waarbij het te bereiden voedsel sterk wordt verhit, zonder water toe te voegen. Doel ervan is het behoud van zoveel mogelijk smaak- en voedingsstoffen. Niet alle voedingsmiddelen zijn geschikt voor poffen. Het voedingsmiddel moet veel koolhydraten bevatten, en ook enig water. Gepofte levensmiddelen hebben een laag soortelijk gewicht en zijn gemakkelijk te kauwen.

## Procedure
Een voedingsmiddel kan gepoft worden in een oven, in een pan met een dikke bodem die op het vuur wordt gezet, in de hete as van een (haard)vuur of op een houtskoolbarbecue. Bij het poffen worden veel hogere temperaturen bereikt dan bij koken of bakken. Poffen van rijst gebeurt bijvoorbeeld bij 190-210 °C. Door de te poffen producten in te pakken in aluminiumfolie wordt voorkomen dat ze verbranden en bereikt dat de voedings- en smaakstoffen behouden blijven. Het garen duurt echter veel langer (meestal twee maal langer) dan bij koken.

## Fysisch proces
Bij verhitting van zetmeel in aanwezigheid van water, zal het zetmeel vloeibaar worden en opzwellen. Door deze zogeheten verstijfseling wordt het zetmeel ook oplosbaar in water.

Dit gebeurt ook tijdens het poffen. Daarbij wordt het water gebruikt dat van nature in het product aanwezig is, ook al is dat weinig. Het aanwezige water verdampt en wordt stoom. Door de stoom en door het opzwellen van het zetmeel barst het eventuele omhulsel van het product, zoals de schil van de kastanje of maiskorrel. Het gaat bij het poffen dus om een fysisch verschijsel.

## Voorbeelden
Voedingsmiddelen die gepoft kunnen worden zijn bijvoorbeeld:
- Aardappelen. Deze worden gepoft in de oven, of op de barbecue, gewikkeld in aluminiumfolie, al dan niet besprenkeld met olijfolie.
- Maïs; door poffen ontstaat popcorn. Dit is mais, die is verhit in een hete pan of in een speciale machine.
- Tamme kastanjes.
- Rijst. Gepofte rijst wordt bijvoorbeeld toegepast in rijstwafels, en wordt ook in felle kleuren en gezoet met suiker verkocht als snoepgoed.
- Granen. Gepofte granen worden vaak toegepast in ontbijtproducten.
- Knolgewassen, zoals venkel, ui, knoflook, knolselderij, koolraap, bieten.
- Tomaten.
- Wortelgewassen, zoals wortelen, pastinaak.
- Courgettes en aubergines.
- Paprika.
- Pompoen.